# Le Quesne
Le Quesne is een gemeente in het Franse departement Somme (regio Hauts-de-France) en telt 300 inwoners (1999). De plaats maakt deel uit van het arrondissement Amiens.

## Geografie
De oppervlakte van Le Quesne bedraagt 1,4 km², de bevolkingsdichtheid is 214,3 inwoners per km².
De onderstaande kaart toont de ligging van Le Quesne met de belangrijkste infrastructuur en aangrenzende gemeenten.

## Demografie
Onderstaande figuur toont het verloop van het inwonertal (bron: INSEE-tellingen).